# エリン・ブランチフィールド
エリン・ブランチフィールド（Erin Blanchfield、1999年5月4日 - ）は、アメリカ合衆国の女性総合格闘家。ニュージャージー州エルムウッドパーク出身。ヘンゾ・グレイシー柔術アカデミー/シルバー・フォックスBJJ所属。UFC世界女性フライ級ランキング4位。UFC女子パウンド・フォー・パウンド・ランキング8位。

## 来歴
7歳からブラジリアン柔術を始め、2年後にキックボクシングとグラップリングのトーナメントに出場し始めた。12歳頃にはプロの格闘家になりたいと思っていた。
2018年3月、プロ総合格闘技デビュー。

### Invicta FC
2018年7月21日、Invicta FC初参戦となったInvicta FC 30でブリトニー・クラウディと対戦し、2-1の判定勝ち。
2019年2月15日、Invicta FC 34でトレイシー・コルテスと対戦し、1-2の判定負け。キャリア初黒星を喫した。海外のMMAメディアサイトの採点では75%のファンがブランチフィールドの勝利を支持した。
2020年2月7日、Invicta FC 39でビクトリア・レオナルドと対戦し、左ハイキックでダウンを奪いパウンドで2RKO勝ち。パフォーマンス・オブ・ザ・ナイトを受賞した。
2020年7月30日、Invicta FC 41でブローガン・ウォーカーと対戦し、3-0の判定勝ち。2試合連続のパフォーマンス・オブ・ザ・ナイトを受賞した。

### UFC
2021年9月18日、UFC初出場となったUFC Fight Night: Smith vs. Spannでセーラ・アルパーと対戦し、3-0の判定勝ち。
2022年5月13日、皮膚科で処方された局所スピロノラクトンの治療使用特例（TUE）の申請を怠ったとして、米国アンチドーピング機関（USADA）から公開警告を受けた。警告を受けた後にブランチフィールドは改めてTUEを申請した。
2022年11月12日、UFC 281で女子フライ級ランキング15位のモリー・マッキャンと対戦し、キムラロックで1R一本勝ち。
2023年2月18日、UFC Fight Night: Andrade vs. Blanchfieldで女子フライ級ランキング3位の元UFC世界女子ストロー級王者ジェシカ・アンドラージと対戦し、リアネイキドチョークで2R一本勝ち。パフォーマンス・オブ・ザ・ナイトを受賞した。
2023年8月26日、UFC Fight Night: Holloway vs. The Korean Zombieで女子フライ級ランキング4位のタイラ・サントスと対戦し、3-0の判定勝ち。
2024年3月30日、UFC on ESPN: Blanchfield vs. Fiorotで女子フライ級ランキング3位のマノン・フィオロと対戦し、0-3の5R判定負け。
2024年11月2日、UFC Fight Night: Moreno vs. Albaziで女子フライ級ランキング5位の元UFC世界女子ストロー級王者ローズ・ナマユナスと対戦し、3-0の5R判定勝ち。

## 戦績
| 総合格闘技 戦績 | 総合格闘技 戦績 | 総合格闘技 戦績 | 総合格闘技 戦績 | 総合格闘技 戦績 | 総合格闘技 戦績 | 総合格闘技 戦績 |
| --------------- | --------------- | --------------- | --------------- | --------------- | --------------- | --------------- |
| 15 試合         | (T)KO           | 一本            | 判定            | その他          | 引き分け        | 無効試合        |
| 13 勝           | 2               | 4               | 7               | 0               | 0               | 0               |
| 2 敗            | 0               | 0               | 2               | 0               | 0               | 0               |

| 勝敗 | 対戦相手               | 試合結果                            | 大会名                                          | 開催年月日     |
| ○    | ローズ・ナマユナス     | 5分5R終了 判定3-0                   | UFC Fight Night: Moreno vs. Albazi              | 2024年11月2日  |
| ×    | マノン・フィオロ       | 5分5R終了 判定0-3                   | UFC on ESPN 54: Blanchfield vs. Fiorot          | 2024年3月30日  |
| ○    | タイラ・サントス       | 5分3R終了 判定3-0                   | UFC Fight Night: Holloway vs. The Korean Zombie | 2023年8月26日  |
| ○    | ジェシカ・アンドラージ | 2R 1:37 リアネイキドチョーク        | UFC Fight Night: Andrade vs. Blanchfield        | 2023年2月18日  |
| ○    | モリー・マッキャン     | 1R 3:37 キムラロック                | UFC 281: Adesanya vs. Pereira                   | 2022年11月12日 |
| ○    | JJ・アルドリッチ       | 2R 2:38 ギロチンチョーク            | UFC Fight Night: Volkov vs. Rozenstruik         | 2022年6月4日   |
| ○    | ミランダ・マーベリック | 5分3R終了 判定3-0                   | UFC 269: Oliveira vs. Poirier                   | 2021年12月11日 |
| ○    | セーラ・アルパー       | 5分3R終了 判定3-0                   | UFC Fight Night: Smith vs. Spann                | 2021年9月18日  |
| ○    | ブローガン・ウォーカー | 5分3R終了 判定3-0                   | Invicta FC 41                                   | 2020年7月30日  |
| ○    | ビクトリア・レオナルド | 2R 2:06 KO（左ハイキック→パウンド） | Invicta FC 39                                   | 2020年2月7日   |
| ○    | ガブリエラ・ガルフィン | 1R 3:20 アメリカーナ・アームロック  | Cage Fury FC 76                                 | 2019年6月14日  |
| ×    | トレイシー・コルテス   | 5分3R終了 判定1-2                   | Invicta FC 34                                   | 2019年2月15日  |
| ○    | ケイ・ハンセン         | 5分3R終了 判定2-0                   | Invicta FC 32                                   | 2018年11月16日 |
| ○    | ブリトニー・クラウディ | 5分3R終了 判定2-1                   | Invicta FC 30                                   | 2018年7月21日  |
| ○    | ホイットニー・パイルズ | 1R 5:00 TKO（ドクターストップ）     | Cage Fury FC 70                                 | 2018年3月24日  |

## 表彰
- UFC パフォーマンス・オブ・ザ・ナイト（1回）
- Invicta FC パフォーマンス・オブ・ザ・ナイト（2回）